# Ägyptisch-israelische Beziehungen

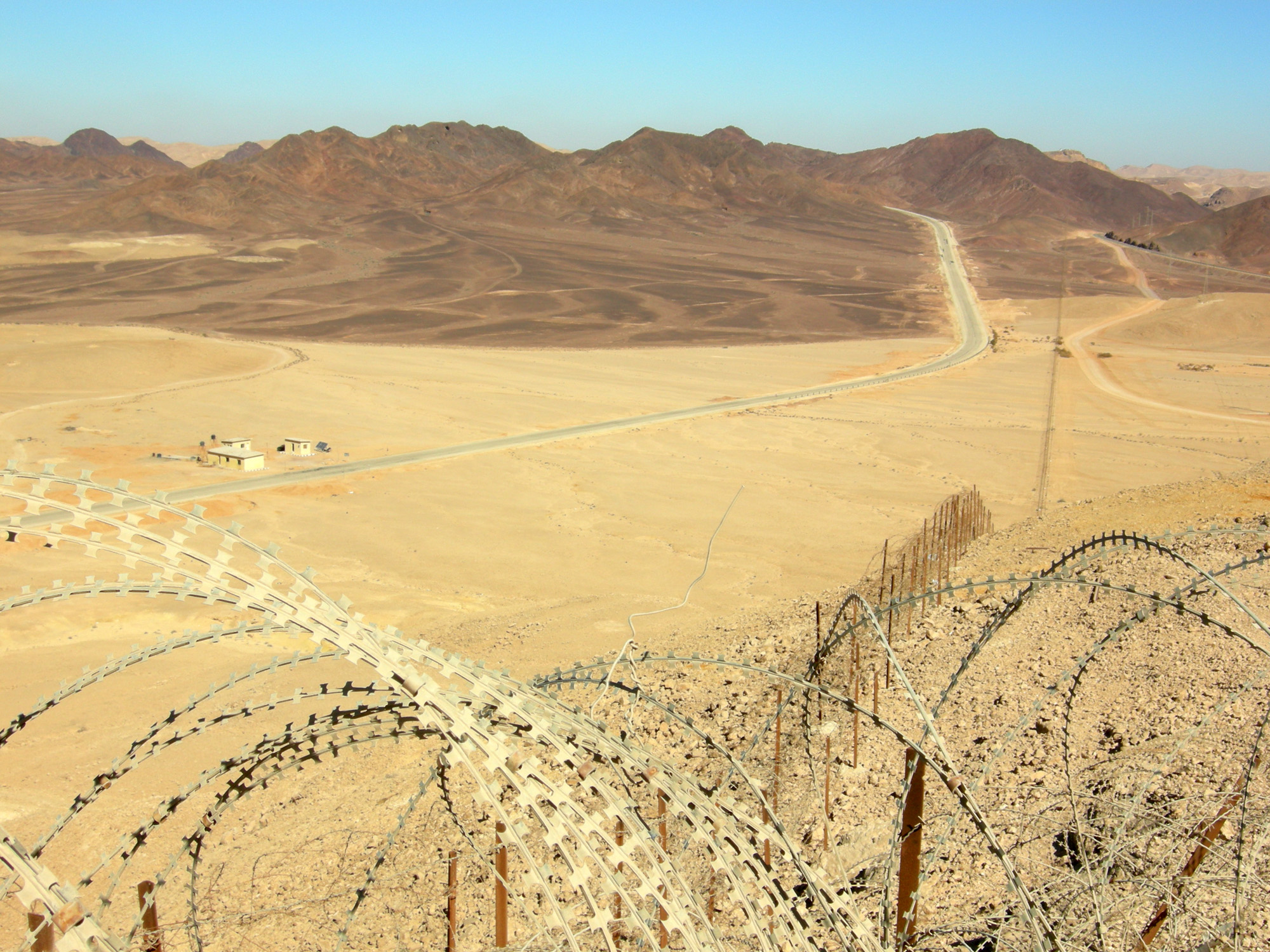
Grenzbefestigung bei Eilat

Die Ägyptisch-israelischen Beziehungen sind das zwischenstaatliche Verhältnis zwischen Ägypten und Israel. Beide Länder befanden sich nach der Staatsgründung Israels 1948 nahezu permanent miteinander im Krieg, wobei Israel von Ägypten während des Sechstagekriegs 1967 den Gazastreifen und die Sinai-Halbinsel entreißen konnte. Nach dem Ende des Jom-Kippur-Kriegs kam es zu einer Annäherung zwischen beiden Staaten, welche 1979 im Ägyptisch-israelischen Friedensvertrag gipfelte, bei dem Ägypten als erster arabischer Staat diplomatische Beziehungen zu Israel aufnahm und im Gegenzug den Sinai zurückerhielt. Seitdem haben beide Seiten eine begrenzte Kooperation im Bereich der Wirtschaft und der Sicherheitspolitik aufgebaut (z. B. beim Sinai-Aufstand und gegenüber der Hamas im Gazastreifen). Aufgrund der weitverbreiteten Ablehnung Israels in der ägyptischen Gesellschaft und dem ungeklärten Israelisch-palästinensischen Konflikt ist das Verhältnis allerdings distanziert geblieben, weshalb von einem „kalten Frieden“ gesprochen wurde. So wurde der Friedensvertrag mit Israel in einer Meinungsumfrage von 2019/20 von 85 Prozent der Ägypter abgelehnt.

## Geschichte

### Vorgeschichte
Die Verbindungen zwischen Ägypten und dem Volk Israel reichen bis in die Antike zurück. In der hebräischen Bibel spielt Ägypten eine zentrale Rolle: Die Israeliten gerieten dort in die Sklaverei und sollen schließlich laut dem Buch Exodus von Moses aus dem Exil in Ägypten geführt worden sein. Diese Überlieferung bildet einen gründungsmythologischen Kern der jüdischen Identität, auch wenn moderne Historiker die Historizität des biblischen Exodus in Frage stellen. Historisch belegt ist jedoch, dass bereits im 1. Jahrtausend v. Chr. jüdische Gemeinschaften in Ägypten existierten. So unterhielt eine Gemeinschaft jüdischer Söldner um 500 v. Chr. eine eigene Kultstätte auf der Nil-Insel Elephantine nahe Assuan. Während der folgenden Jahrhunderte – insbesondere in der hellenistischen Epoche unter der ptolemäischen Dynastie – wuchs die jüdische Diaspora in Ägypten stark an. Alexandria entwickelte sich zu einem der größten jüdischen Zentren der antiken Welt; um das 1. Jahrhundert n. Chr. lebten in der Hafenstadt etwa 250.000 Juden, die in Gesellschaft und Wirtschaft prominent vertreten waren. Nach der Vertreibung der Juden aus Spanien ab 1492 begannen viele sephardischen und karaitischen Juden nach Ägypten auszuwandern. Später kamen auch noch osteuropäische Juden auf der Flucht vor Pogromen dazu, sodass auch in der osmanischen Periode zahlreiche Juden in Ägypten lebten.

### Ägyptisch-israelische Kriege nach 1948

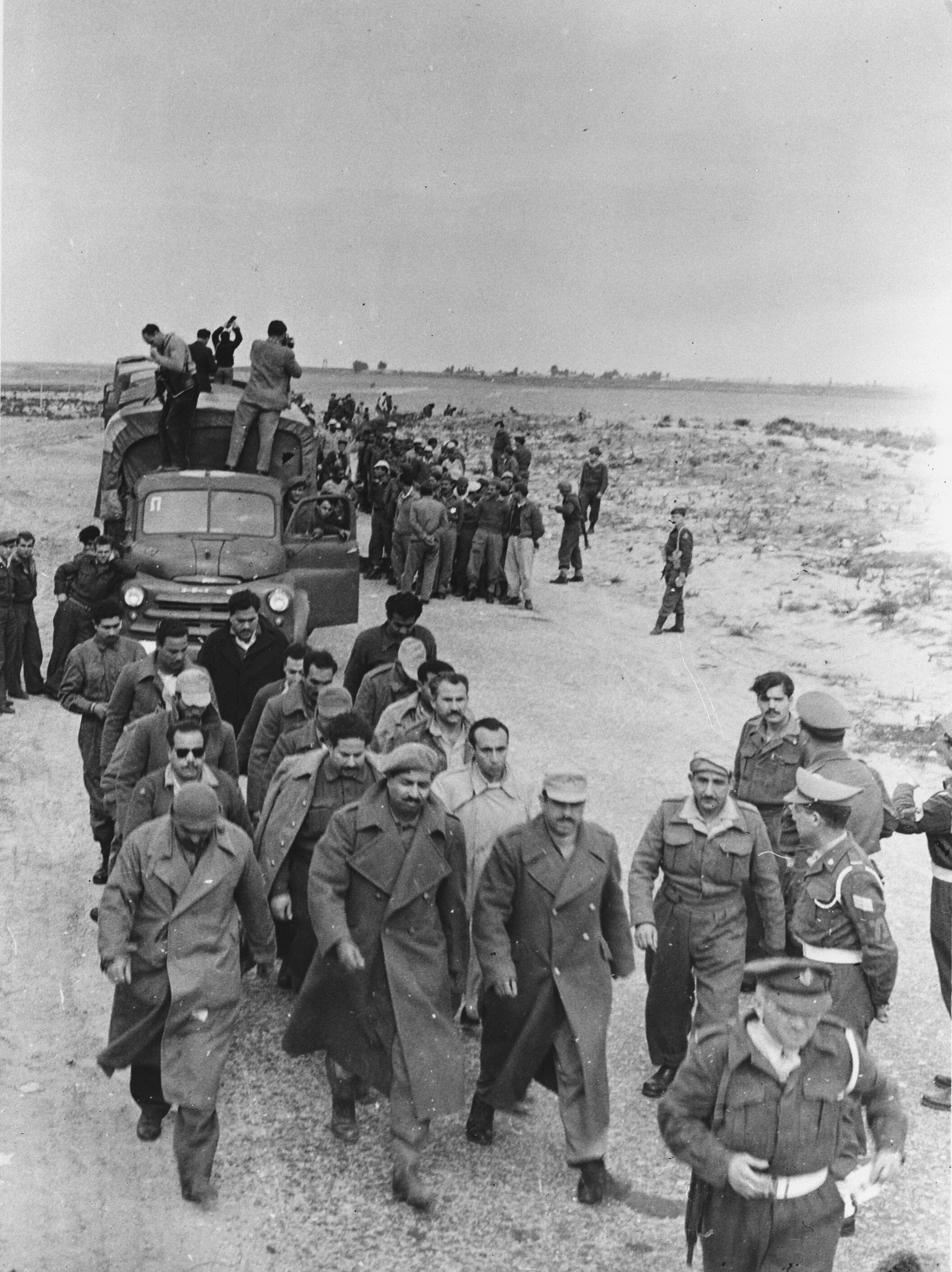
Ägyptische Soldaten bei Rafah während der Suezkrise (1957)

Mit der Gründung des Staates Israel 1948 beteiligte sich Ägypten zusammen mit anderen arabischen Staaten (neben Ägypten auch Transjordanien, Syrien, Libanon, Irak und Saudi-Arabien) an der Invasion des neu gegründeten Israel, wobei die Araber den UN-Teilungsplan für Palästina ablehnten. Ägyptische Truppen rückten bis in den Gazastreifen vor und bombardierten Tel Aviv aus der Luft. Trotz der zahlenmäßigen Übermacht der Angreifer konsolidierten die israelischen Streitkräfte ihre Position und gingen schließlich zur Offensive über. Bis Anfang 1949 errang Israel einen militärischen Sieg und konnte seine staatliche Existenz sichern. In dem von den Vereinten Nationen vermittelten Waffenstillstandsabkommen von 1949 erkannte Ägypten (wie die anderen Konfliktstaaten) keine endgültigen Friedensgrenzen an, aber es wurden Demarkationslinien gezogen: Ägypten behielt den Gazastreifen unter seiner Verwaltung, während Transjordanien das Westjordanland besetzte. Der Schock über die Niederlage in Ägypten trug dort maßgeblich zur Revolution von 1952 bei, bei der Gamal Abdel Nasser und die „Freien Offiziere“ König Faruq stürzten.

Nach dem Friedensschluss kam es an der gegenseitigen Grenze zu ständigen Überfällen und Sabotageaktionen, die eine Welle von Terror und Gegenterror auslöste. In dieser Atmosphäre kam es 1954 zur Lawon-Affäre. Israelische Agenten, rekrutiert aus dem Kreis einheimischer ägyptischer Juden, platzierten im Juli 1954 Bomben in amerikanischen und britischen Einrichtungen in Kairo und Alexandria. Diese sollten als Aktion unter Falsche Flagge lokalen Islamisten angehängt werden und den Abzug westlicher Truppen vom Suezkanal verhindern. Die Aktion flog jedoch auf und führte zu einer schweren innenpolitischen Krise in Israel, einschließlich des Rücktritts von Verteidigungsminister Pinchas Lawon. Außenpolitisch beendete sie eine zarte Annäherung an Ägypten, denn Nasser fühlte sich hintergangen und brach geheime Gespräche über eine Verständigung mit den Israelis ab und entschloss sich bald darauf den Suezkanal zu verstaatlichen.

Von Israel im Sechstagekrieg von 1967 eroberte Gebiete

Die Übernahme des Suezkanals sorgte 1956 für eine neuerliche Krise, denn Großbritannien und Frankreich, die bis dahin maßgeblichen Anteilseigner der Kanalgesellschaft waren, reagierten empört und sahen ihren Einfluss in der Region bedroht. Israel, unter der ägyptischen Blockade des Golfs von Akaba und der Straße von Tiran, die Nasser für israelische Schiffe geschlossen hatte, leidend, startete mit Franzosen und Briten eine Militäraktion und stieß über den Sinai in Richtung Suezkanal vor. Die Besetzung des Suezkanals durch Briten, Franzosen und Israelis sorgte jedoch für Proteste sowohl bei den Vereinigten Staaten als auch bei der Sowjetunion, welche um ihren Einfluss in der arabischen Welt fürchteten. Unter internationalem Druck mussten die Besatzer schließlich den Suez wieder räumen. Dies stellte einen taktischen Erfolg für Nasser dar, dessen Ansehen gestärkt war und der sich in der Folgezeit den Sowjets annäherte und vom Ostblock aufgerüstet wurde, wodurch der Nahostkonflikt sich zunehmend zu einem Stellvertreterkonflikt entwickelte.
Am 13. Mai 1967 erhielt Nasser – mutmaßlich von der Sowjetunion – falsche Geheimdienstinformationen, Israel plane einen Angriff auf Syrien. Er konzentrierte deshalb Truppen im Sinai und ließ am 22. Mai 1967 die Straße von Tiran erneut sperren, was einer Kriegserklärung gleichkam. Am Morgen des 5. Juni 1967 startete Israel schließlich einen Präventivschlag gegen Ägypten. In einem überfallartigen Luftangriff zerstörte die israelische Luftwaffe binnen Stunden den Großteil der ägyptischen Flugzeuge am Boden. Der folgende Sechstagekrieg endete für die Ägypter in einem Desaster. Das Land verlor den gesamten Sinai (eine Fläche fast so groß wie Israel selbst) sowie die Kontrolle über den Gazastreifen (und Jordanien das Westjordanland). Etwa 11.000 ägyptische Soldaten waren gefallen; das militärische Gerät (Panzer, Flugzeuge) war zum großen Teil zerstört oder erbeutet. Nasser übernahm öffentlich die Verantwortung und bot kurzzeitig seinen Rücktritt an, den die ägyptische Bevölkerung jedoch verweigerte. Massenproteste verlangten eine Weiterführung des Kampfes. Dennoch war Nassers Prestige international angeschlagen, und der Panarabismus erlitt einen schweren ideologischen Rückschlag.
Nasser zog aus 1967 den Schluss, dass die Diplomatie allein Israel nicht zum Rückzug bewegen würde. Bereits 1968 kam es entlang des Suezkanals zu sporadischen Gefechten, die ab März 1969 in einen offenen Abnutzungskrieg mündeten, wobei Ägypten versuchte die israelische Verteidigung durch sporadische Angriffe zu zermürben. Ägyptische Artillerie bombardierte über Monate hinweg die israelischen Stellungen am Ostufer des Suezkanals, während ägyptische Kommandotrupps wiederholt nächtliche Überfälle auf Sinai-Stützpunkte unternahmen. Israel reagierte zunächst mit Gegenartillerie und später zunehmend mit seiner Luftwaffe und griff strategische Ziele im ägyptischen Kernland an, um Druck auf die Führung auszuüben, wobei sich in Ägypten auch zahlreiche sowjetische „Militärberater“ befanden. Bis 1970 steuerte der Konflikt auf eine gefährliche Phase zu, da die direkte Konfrontation israelischer und sowjetischer Kräfte drohte. US-Außenminister William Rogers legte einen Friedensplan vor und erreichte im August 1970 eine Waffenruhe (Rogers-Plan), der sowohl Ägypten als auch Israel zustimmten.
Nassers Nachfolger Anwar as-Sadat unternahm 1971 einen Vorstoß mit einem Teilfriedensangebot, doch Israel lehnte dies ab. Gemeinsam mit Syriens Präsident Hafiz al-Assad startete Sadat darauf einen koordinierten Überraschungsangriff auf Israel, um die erstarrte Front aufzubrechen und eine bessere Verhandlungsposition zu erreichen. Am 6. Oktober 1973 begann der Jom-Kippur-Krieg, bei dem Ägypter und Syrer beachtliche Anfangserfolge erzielen und weit in israelische Gebiete vorstoßen konnten. Mit einem erfolgreichen Gegenangriff überquerten die Israelis allerdings am 16. Oktober 1973 den Suezkanal und konnten die ägyptischen Flugabwehrsysteme ausschalten. Der Krieg führte zu einem Eingreifen der Supermächte und die USA versorgten die Israelis über eine Luftbrücke mit Nachschub während des Krieges. Unter dem Druck der Supermächte unterzeichneten beide Seiten am 11. November 1973 ein formelles Waffenstillstandsabkommen. Der Überraschungsangriff stellte jedoch dennoch einen Achtungserfolg für die Ägypter und seinen Präsidenten Sadat dar, da er mit dem Ruf der israelischen Unbesiegbarkeit brach.

### Ägyptisch-israelische Annäherung und Friedensabkommen
Der Waffenstillstand ebnete den Weg für eine schrittweise Annäherung zwischen Ägypten und Israel. Unter US-Vermittlung schloss Ägypten zunächst im Januar 1974 ein erstes Truppenentflechtungs-Abkommen mit Israel ab, dem am 4. September 1975 ein weitergehendes Interims-Friedensabkommen folgte. In diesem sogenannten Sinai-II-Abkommen verpflichteten sich beide Staaten feierlich, fortan auf Gewalt oder deren Androhung gegeneinander zu verzichten und den Waffenstillstand einzuhalten. Sadat löste sich in der Folgezeit aus der engen Bindung an die Sowjetunion, suchte die Nähe zum Westen und bereitete sein Land auf einen möglichen Frieden mit Israel vor. Im November 1977 überraschte Sadat die Weltöffentlichkeit mit seinem historischen Besuch in Jerusalem, wo er vor der Knesset eine visionäre Friedensrede hielt. Diese Geste – der erste Besuch eines arabischen Staatsoberhaupts in Israel – ebnete den Weg für direkte ägyptisch-israelische Verhandlungen.

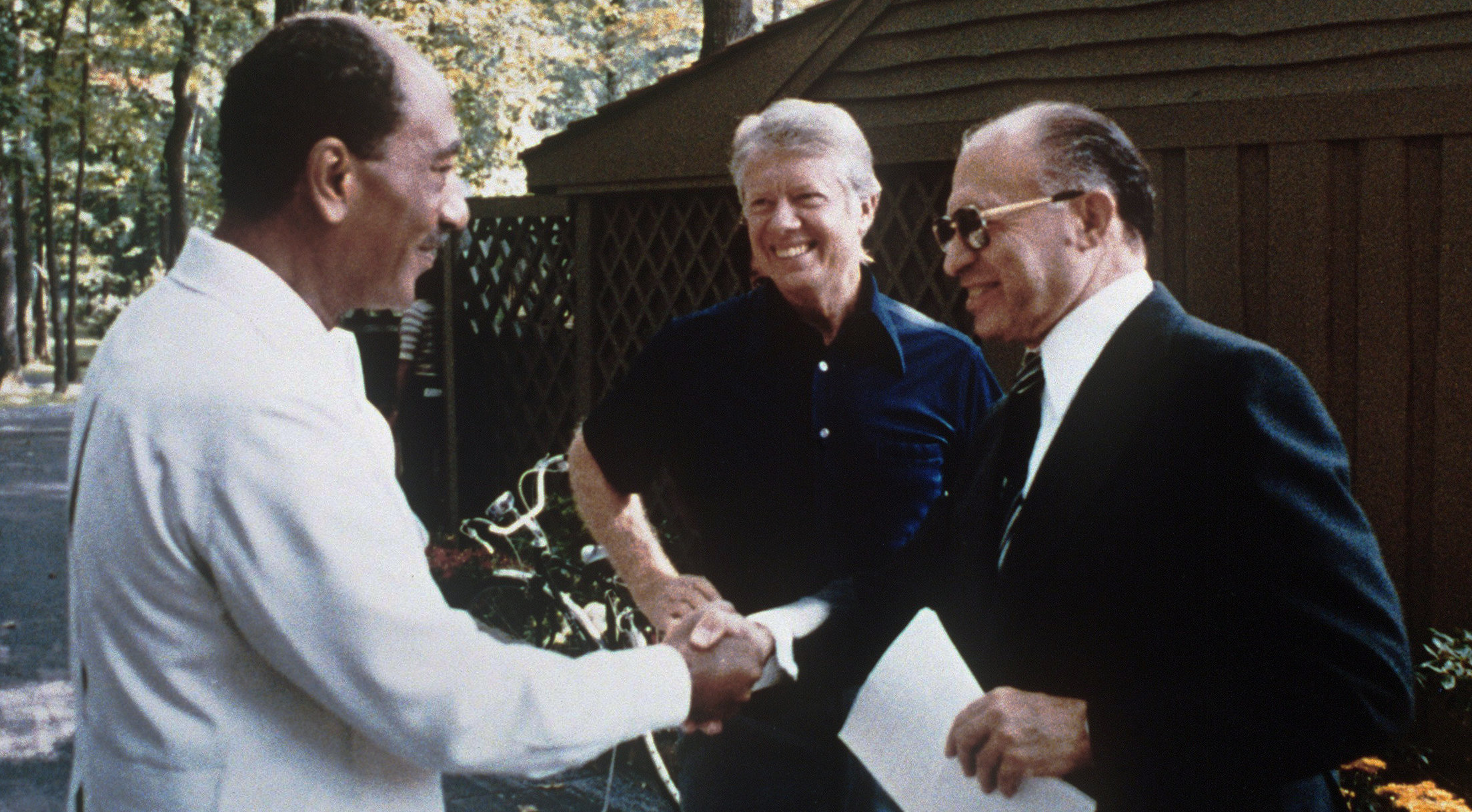
Anwar as-Sadat, Jimmy Carter und Menachem Begin (1978)

Unter Vermittlung von US-Präsident Jimmy Carter trafen sich Sadat und der israelische Premierminister Menachem Begin im September 1978 in Camp David und einigten sich auf zwei Rahmenabkommen. Darin skizzierten sie einerseits einen Fahrplan zur autonomen Selbstverwaltung der Palästinenser in den besetzten Gebieten und andererseits die Konditionen eines bilateralen ägyptisch-israelischen Friedensvertrags. Ägypten und Israel unterzeichneten schließlich am 26. März 1979 in Washington den formellen Friedensvertrag – als erster arabischer Staat erkannte Ägypten damit Israel völkerrechtlich an. Gemäß den Vertragsbedingungen erhielt Ägypten bis 1982 die gesamte Sinai-Halbinsel von Israel zurück. Beide Länder nahmen volle diplomatische Beziehungen auf (Austausch von Botschaftern) und vereinbarten Sicherheitsgarantien. Zudem begrenzte der Vertrag die Aufrüstung im Grenzgebiet und sicherte Ägypten umfangreiche wirtschaftliche Unterstützung, insbesondere jährliche Militär- und Wirtschaftshilfen der USA in Milliardenhöhe.
Der Friedensschluss von 1979 beendete über 30 Jahre Feindschaft und wurde international als Durchbruch begrüßt. Innenpolitisch hatte Sadat jedoch einen hohen Preis zu zahlen: Sein Schritt isolierte Ägypten zunächst in der arabischen Welt – viele arabische Staaten brachen die Beziehungen zu Kairo ab – und er stieß auch auf Ablehnung in der ägyptischen Öffentlichkeit. 1981 fiel Sadat einem Attentat radikalislamischer Offiziere zum Opfer, die den Separatfrieden mit Israel als Verrat betrachteten.

### Ägyptisch-israelische Beziehungen nach 1979
Mit der Aufnahme formeller diplomatischer Beziehungen im Jahr 1980 begann eine Ära der „kalten Friedens“ zwischen Ägypten und Israel. Zwar hielten beide Staaten den Friedensvertrag von 1979 grundsätzlich ein und es kam zu keiner neuen direkten Kriegshandlung mehr, doch blieben die Beziehungen über weite Strecken kühl und von Misstrauen geprägt. Unter Präsident Mubarak kooperierte Ägypten mit Israel vor allem hinter den Kulissen in sicherheitsrelevanten Fragen, vermied aber eine breite Normalisierung im zivilen Bereich. Handel, Tourismus und Kulturaustausch blieben auf niedrigem Niveau, was Mubarak unter anderem damit begründete, dass die Lösung der Palästina-Frage – ein wichtiger Bestandteil der Camp-David-Verträge – weiterhin ausstehe. So rief Ägypten im September 1982, nach den Massakern von Sabra und Schatila während des Libanonkriegs, demonstrativ seinen Botschafter aus Tel Aviv zurück. Erst 1988 entsandte Mubarak wieder einen ägyptischen Botschafter nach Israel, als Geste der Unterstützung für neue Friedensinitiativen. In Medien und Öffentlich blieben die Vorbehalte gegen den alten Feind groß, unterstützt durch scharfe antiisraelische Rhetorik in Medien und Bildungswesen (z. B. Schulbüchern).

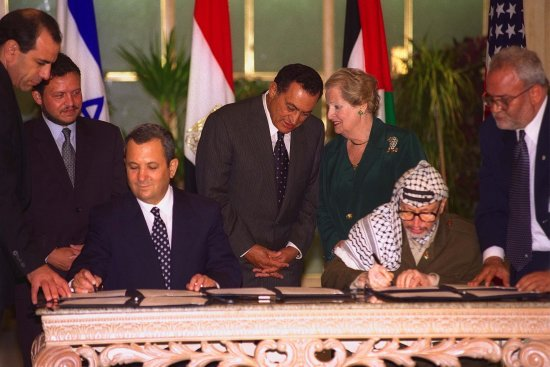
Unterzeichnung eines Memorandums zwischen Ehud Barak und Jassir Arafat in Scharm asch-Schaich (1999)

1988 wurde der letzte strittige Punkt aus dem Friedensvertrag geklärt, als ein internationales Schiedsgericht dem Sinai-Ort Taba Ägypten zusprach, den Israel bis dahin noch besetzt hielt. In den 1990er Jahren, während des Oslo-Friedensprozesses, fungierte Mubarak als wichtiger regionaler Partner der USA: Er moderierte 1994 die Unterzeichnung des Gaza-Jericho-Abkommens zwischen Israel und der PLO in Kairo und lud 1996 zu einem Anti-Terror-Gipfel nach Scharm asch-Schaich ein, um die frisch geschlossenen Abkommen gegen Extremisten abzusichern. Ein neuerlicher diplomatischer Eisbruch ereignete sich während der Zweiten Intifada: Von 2000 bis 2005 war die ägyptische Botschaft in Tel Aviv unbesetzt, nachdem Israel im Zuge der Gewalt im besetzten Westjordanland heftig kritisiert wurde. Die Regierungen hielten zwar im Hintergrund Kontakt, aber der öffentliche Austausch kam fast zum Erliegen. Erst im Jahr 2005 – nach dem Tod Jassir Arafats und Israels einseitigem Gaza-Rückzug – normalisierten sich die diplomatischen Beziehungen langsam wieder, und Ägypten entsandte einen neuen Botschafter.
Die ägyptische Revolution von 2011 sorgte für den Sturz des langjährigen Diktators Mubarak und für dramatische Szenen in Kairo, als aufgebrachte Demonstranten die israelische Botschaft in Kairo stürmten, Teile der Einrichtung zerstörten und das Botschaftspersonal zeitweilig zur Flucht zwangen (2016 wieder besetzt). Die Revolution brachte kurzzeitig den Islamisten Mohammed Mursi an die Macht. Mursi, ideologisch ein Gegner Israels, der Zionisten als „Nachfahren von Hunden und Schweinen“ bezeichnet hatte, vermied aus pragmatischen Gründen offene Konfrontationen und hielt sich an das Friedensabkommen mit Israel. Nach Mursis Sturz im Juli 2013 übernahm Abdel Fattah al-Sisi in einem Militärputsch die Macht und leitete eine Annäherung an Israel ein – wenn auch weiter hinter verschlossenen Türen. Unter Sisi entwickelten sich die sicherheitspolitischen Beziehungen beider Länder so eng wie nie zuvor, so wurde die Kooperation bei der Terrorabwehr deutlich verstärkt. Auch wirtschaftlich und politisch kam es zu einer stetigen Annäherung. So empfing Sisi im September 2021 den israelischen Premier Naftali Bennett im Badeort Scharm asch-Schaich – das erste offizielle Gipfeltreffen dieser Art seit über einem Jahrzehnt. 2022 beschlossen beide Länder eine neue Handelsinitiative.
Der Ausbruch des Krieg in Israel und Gaza 2023 sorgte für eine der schwersten Belastungsproben in den bilateralen Beziehungen seit 1979. So zeigte sich Ägypten besorgt über die Besetzung des Philadelphi-Korridor entlang der Grenze zwischen Gaza und Ägypten (ein Bruch der Bestimmungen des Friedensvertrags) und israelische Verlautbarungen die Bevölkerung des Gazastreifens in den Sinai umsiedeln zu wollen. In ungewöhnlich scharfer Tonlage beschuldigte Präsident Sisi Israel, die Genfer Konventionen im Gazakrieg zu verletzen, während auf israelischer Seite einzelne Regierungsmitglieder Ägypten unterstellten, indirekt Hamas zu unterstützen oder militärische Bestimmungen des Friedensvertrags zu missachten. Im Februar 2024 drohten ägyptische Offizielle zeitweise sogar mit einer Aussetzung des Friedensvertrages, relativierten dies aber kurz darauf wieder. Zum 45. Jahrestag des Camp-David-Abkommens im März 2024 gab es – anders als in früheren Jahren – keinerlei Feierlichkeiten oder auch nur öffentliche Würdigungen durch die Staatsführungen beider Länder.

## Wirtschaftsbeziehungen

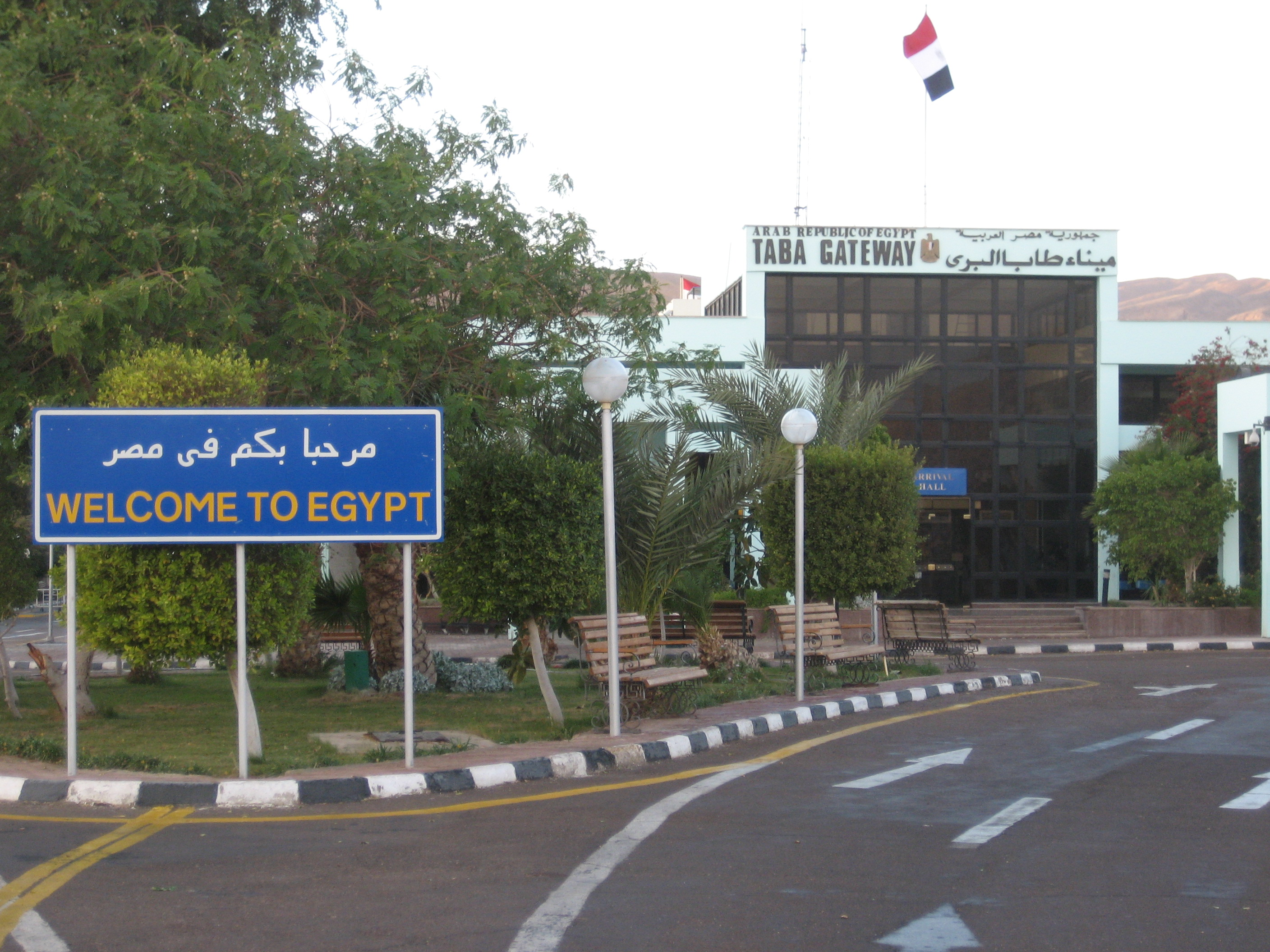
Grenzübergang Taba

Ökonomisch blieben die ägyptisch-israelischen Beziehungen lange weit hinter den politischen Möglichkeiten des Friedensvertrags zurück. Erst nach 2004 kam mit US-Vermittlung Bewegung in die Sache: Die Einrichtung sogenannter Qualifying Industrial Zones (QIZ) in Ägypten förderte den gemeinsamen Export. Diese Sonderwirtschaftszonen ermöglichen ägyptischen Unternehmen zollfreien Export in die USA, sofern ein bestimmter Anteil israelischer Vorprodukte enthalten ist. Über 700 ägyptische Textil- und Industriefirmen beschäftigten ab 2005 rund 280.000 Arbeiter in QIZ-Gebieten (u. a. bei Kairo, Alexandria und am Suezkanal) und erwirtschafteten bis zu 45 % der ägyptischen US-Exporte. Zwar versuchte Ägypten wiederholt, den verpflichtenden israelischen Anteil an diesen Produkten zu senken, doch das QIZ-System etablierte sich als erstes stabiles Modell wirtschaftlicher Kooperation. In den letzten Jahren stieg das bilaterale Handelsvolumen von einem sehr niedrigen Niveau deutlich an. 2021 erreichte der Handel (ohne Tourismus und Energie) etwa 330 Mio. US-Dollar, ein Zuwachs von 63 % gegenüber 2020.
Der Tourismus zwischen Ägypten und Israel zeigt ein asymmetrisches Muster. Seit 1980 besuchen jährlich zehntausende israelische Touristen die Urlaubsdestinationen in Ägypten, vor allem die Strände des Sinai (Taba, Scharm asch-Schaich) und kulturelle Stätten in Oberägypten. 2010 reisten über 226.000 Israelis nach Ägypten, was einem Höhepunkt entsprach. Im Sommer 2015 passierten rund 90.000 israelische Badeurlauber den Grenzübergang Taba in Richtung Sinai. Für viele Israelis ist ein Urlaub am Roten Meer mittlerweile Routine; mitunter wird die Gefahr islamistischer Anschläge dabei bewusst in Kauf genommen.
Eine der bedeutendsten wirtschaftlichen Verbindungen bildete sich im Energiesektor heraus. In den 2000er Jahren begann Ägypten, Erdgas nach Israel zu exportieren: Über eine Pipeline vom Sinai nach Aschkelon lieferte Kairo ab 2008 Erdgas an die Israel Electric Corporation, was damals etwa 40 % von Israels Gasbedarf deckte. Innenpolitisch waren die Gaslieferungen allerdings umstritten und wurden 2012 schließlich eingestellt. Israel verklagte daraufhin ägyptische Firmen auf Vertragsentschädigung; ein internationales Schiedsgericht verurteilte Ägypten 2015 zur Zahlung von 1,8 Mrd. US-Dollar Schadensersatz. Nach großen Erdgasendeckungen vor der der Küste Israels schlossen israelische und ägyptische Unternehmen 2018/19 einen wegweisenden Deal: Ein Konsortium unter Führung von Noble Energy und Delek vereinbarte mit der ägyptischen Firma Dolphinus, über 10 Jahre israelisches Erdgas im Wert von 15 Mrd. USD nach Ägypten zu liefern. Im Januar 2020 begann der Gasfluss von Israel nach Ägypten offiziell.

## Sicherheitsbeziehungen

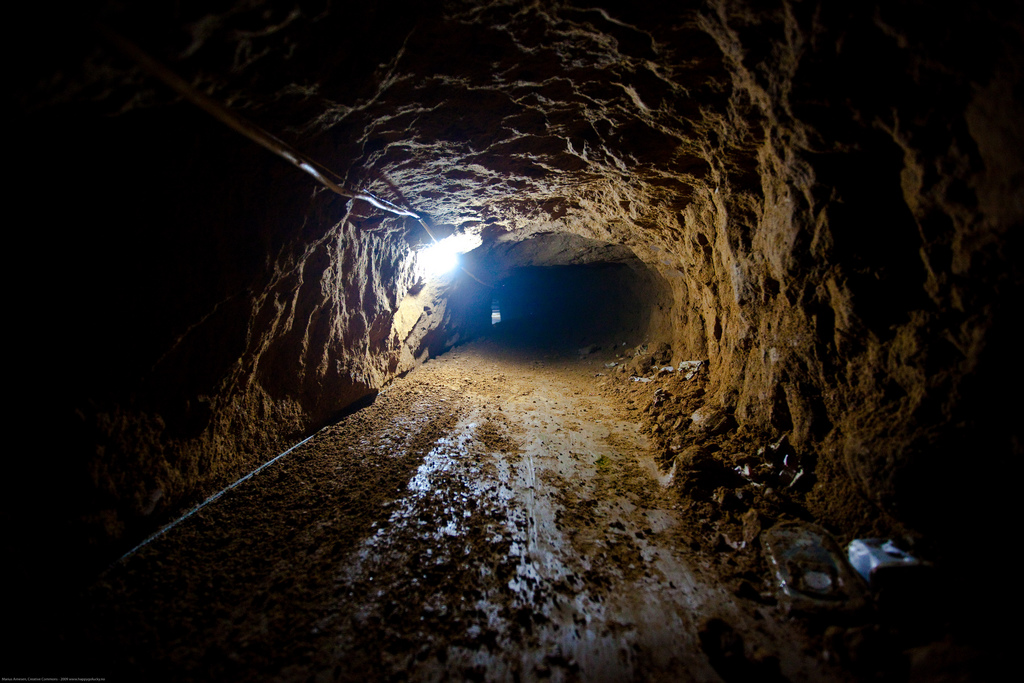
Schmugglertunnel zwischen Ägypten und dem Gazastreifen (2009)

Trotz aller politischen Spannungen arbeiten Ägypten und Israel auf dem Gebiet der Sicherheit überraschend eng zusammen. Insbesondere der gemeinsame Kampf gegen islamistischen Terror und die Kontrolle der instabilen Region Gazastreifen/Sinai haben beide Länder in den letzten Jahren zu inoffiziellen Verbündeten gemacht. Diese Kooperation begann schrittweise nach dem Friedensschluss 1979 und intensivierte sich ab den 2000er Jahren deutlich. Ein Schwerpunkt ist die Lage auf der Sinai-Halbinsel. Gemäß dem Friedensvertrag ist Sinai größtenteils entmilitarisiert, was lange die Möglichkeiten Ägyptens einschränkte, dort gegen terroristische Gruppierungen vorzugehen, weshalb islamistische Gruppen die Region als Rückzugsort nutzten. Im Kampf gegen den IS-Ableger Wilayat Sinai erlaubte Israel der ägyptischen Armee wiederholt Ausnahmen von den im Friedensvertrag festgelegten Truppenbeschränkungen im Sinai. Im Gegenzug genehmigte Kairo Israel, Luftschläge gegen dschihadistische Zellen im ägyptischen Nord-Sinai durchzuführen – eine heikle Kooperation, die von Ägypten jahrelang geheim gehalten wurde. US-Medien enthüllten 2018, dass Israel seit 2015 in Abstimmung mit Sisi über 100 Luftangriffe gegen Terroristen im Sinai geflogen hatte.
Ein zweiter zentraler Bereich ist die Gaza-Problematik und der Umgang mit der islamistischen Hamas, die seit die 2007 den Gazastreifen regiert. Ägypten betrachtet die Hamas, ein ideologischer Ableger der verbotenen ägyptischen Muslimbruderschaft, mit großem Misstrauen. Unter Mubarak arbeitete Kairo stillschweigend mit Israel zusammen, um den Gaza-Streifen zu isolieren: Phasenweise schloss Ägypten den Grenzübergang Rafah, um Druck auf Hamas auszuüben oder Waffenschmuggel zu unterbinden. Später räumte Sisi eine breite Pufferzone auf ägyptischer Seite der Grenze, wofür er die ägyptische Grenzstadt Rafah abreißen ließ, um jeglichen Tunnelbau zu verhindern. Obwohl die Hamas im Gazastreifen von beiden Staaten als Feind betrachtet wird, verfügt Ägypten als arabischer Staat über gute Kontakte zu den Palästinensern. So vermittelte Ägypten beispielsweise den Waffenstillstand nach dem Gaza-Krieg im Mai 2021 und hatte dies schon zuvor bei anderen Konflikten getan.
Trotz aller Kooperation bleibt jedoch das Vertrauensdefizit zwischen den Sicherheitsapparaten beider Länder spürbar. Insbesondere im ägyptischen Militär gibt es innerhalb der Offizierskorps weiterhin eine tief verankerte Skepsis und Feindbildpflege gegenüber Israel. Dies führt dazu, dass Kairo zwar auf höchster Ebene eng mit Tel Aviv kooperiert, die Zusammenarbeit aber bewusst begrenzt hält, um interne Spannungen zu vermeiden. So weigert sich Ägypten trotz US-Hilfen bis heute, gemeinsame Militärmanöver oder offene geheimdienstliche Kooperation mit Israel durchzuführen. Für den Fall eines Zusammenbruchs des Friedens achten die USA (ein Militärpartner Ägyptens) penibel darauf, Israels qualitative militärische Überlegenheit zu sichern (u. a. durch Rüstungsbeschränkungen gegenüber Ägypten).

## Antisemitismus in Ägypten
Trotz des formellen Friedens mit Israel ist die ägyptische Gesellschaft weiterhin von einer tief verwurzelten Ablehnung gegenüber Israel und teils auch gegenüber Juden geprägt. In Umfragen der letzten Jahrzehnte äußerte regelmäßig die überwältigende Mehrheit der Ägypter negative Ansichten über Israel und das Judentum. Laut einer Pew-Studie von 2010 hatten z. B. 95 % der befragten Ägypter eine negative Meinung von Juden und nur zwei Prozent eine positive (was allerdings keine untypischen Werte für arabische Länder sind). Verbreitet werden israelfeindliche Ansichten neben staatlichen Stellen (z. B. Schulbüchern) vor allem von den Medien. Eine Studie des Jewish People Policy Institute aus dem Jahr 2023/24, die tausende Meinungsartikel in großen ägyptischen Zeitungen untersuchte, kam zu dem Befund, dass über 85 % aller Artikel, in denen Israel erwähnt wurde, negativ konnotiert waren und häufig klassisch antisemitische Vorurteile bedienten.
Die einst bedeutende jüdische Minderheit in Ägypten wurde in der Zeit nach der Gründung Israels aus dem Land vertrieben bzw. emigrierte freiwillig. Die jüdische Minderheit in Ägypten ging von knapp 80.000 Personen vor der Gründung Israels auf weniger als 30 Personen im Jahr 2015 zurück.